# 尼斐利提斯二世
尼斐利提斯二世（英語：Nepherites II）是埃及第二十九王朝的末代法老。前任法老哈科爾之子和继承人，他在位僅四個月就被內克塔內布一世廢黜并被杀死。